# نارومی یاسودا
نارومی یاسودا (ژاپنی: 安田 成美؛ زادهٔ ۲۸ نوامبر ۱۹۶۶) یک هنرپیشه اهل ژاپن است.